# Rio Aripuanã
Le rio Aripuanã est un cours d'eau du Brésil, long de 870 km, qui traverse les États d'Amazonas et du Mato Grosso. Il se jette dans le rio Madeira, le plus gros affluent de l'Amazone, près de la ville de Novo Aripuanã.
Quatre barrages ont été établis le long de la rivière : Dardanelos, Faxinal I, Faxinal II, et Juína. Un cinquième, Prainha, est prévu. Ces barrages ont eu un impact considérable sur l'environnement et ont provoqué des hostilités avec les populations indigènes,.
La rivière traverse les municipalités de Juína, Aripuanã, Colniza, et Novo Aripuanã.
La route Transamazonienne franchit le rio Aripuanã (via un bac) à Vila do Carmo, quelques kilomètres en aval de son confluent avec le rio Roosevelt.